# Neurotoxin

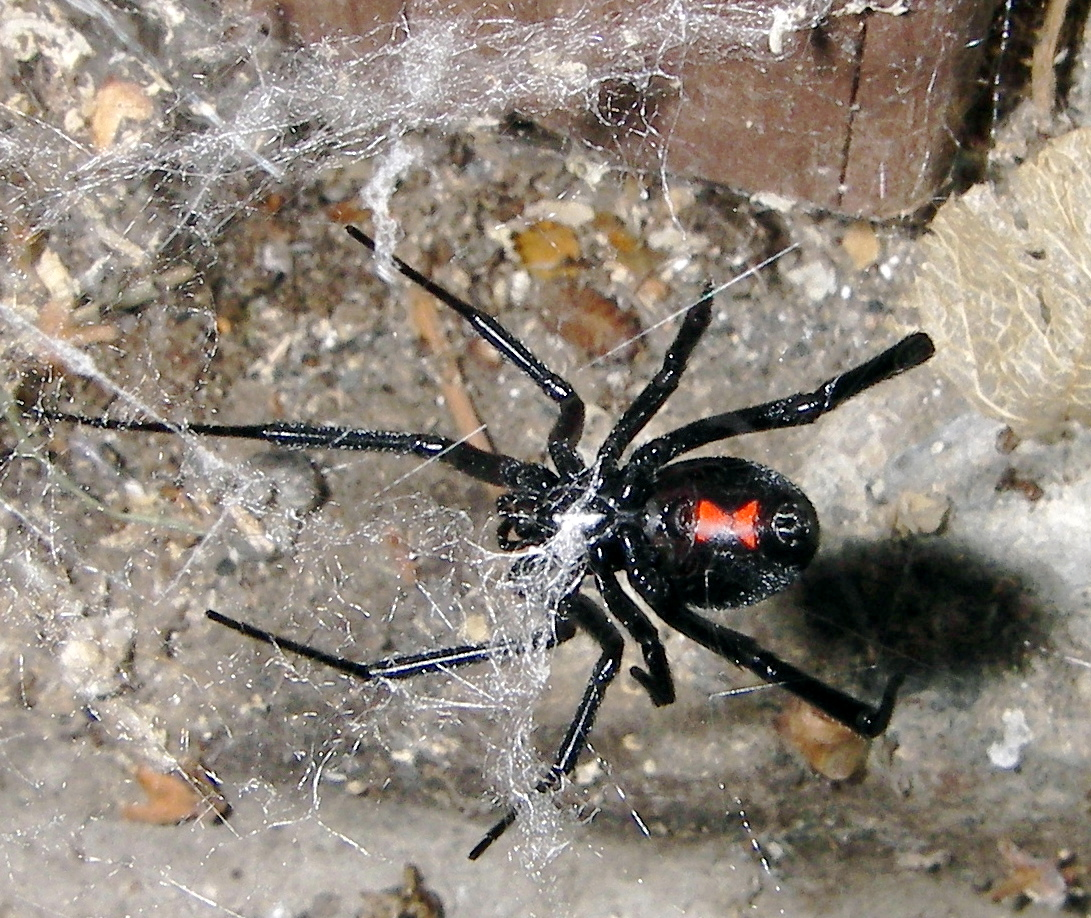
Snovačka kalichová (Latrodectus mactans) způsobuje svalové křeče, protože jed způsobuje vypuštění acetylcholinu do těla.

Neurotoxin je druh jedu, který negativně působí na nervový systém. Jedná se o často smrtelně nebezpečné jedy, které využívají některé organismy k obraně nebo útoku.

## Přírodní látky

### Bakterie
Mezi bakteriemi má velice silný neurotoxin Clostridium botulinum, která může při nesprávné výrobě nebo přípravě osídlit konzervy nebo domácí zavařeniny a vytvářet v nich botulotoxin, který je i v malém množství smrtící (smrt způsobí rychle ochrnutím dýchacích svalů). Proti jedu botulotoxinu existuje serum antibotulinum.

### Členovci
Mezi pavouky má neurotoxin např. Atrax robustus, který je vzdáleným příbuzným běžně chovaných sklípkanů. I u nich se však vyskytuje několik rodů disponujících neurotoxinem, i když slabším, ale nebezpečným. Jedná se např. o rod Poecilotheria, jehož jed způsobuje ochrnutí dlouhých svalů. Žádný z pravých sklípkanů smrt člověka nikdy nezpůsobil. Mnoho druhů štírů se také pyšní neurotoxickým jedem. Nejnebezpečnějším z nich jsou Androctonus australis a Leiurus quinquestriatus, jejichž silný jed může dokonce zabít člověka.

### Obratlovci
Neurotoxiny využívá ve světě plazů například kobra královská. Mezi rybami jej využívá například čtverzubci, známí z japonské kuchyně jako fugu. U nich se jedná o neurotoxin tetrodotoxin a smrt nastává při paralýze dýchacích svalů. Mezi obojživelníky využívají smrtelný neurotoxin žáby pralesničky (Dendrobatidae). Je zajímavé, že tyto žáby se v zajetí stávají neškodnými, svůj jed totiž získávají z brouků.

## Průmyslově vyráběné látky
K průmyslově vyráběným neurotoxinům patří pesticidy (neonikotinoidy), ředidla a organická rozpouštědla (ethylbenzen, sirouhlík), silice (thujon), různá chemoterapeutika, bojové chemické látky, sloučeniny těžkých kovů (methylrtuť, diethylrtuť, dimethylrtuť a také opioidy, u nichž toxicita nastává v případě, že při svém odbourávání v játrech uvolňují toxické metabolity.